# Gottfried Meisner

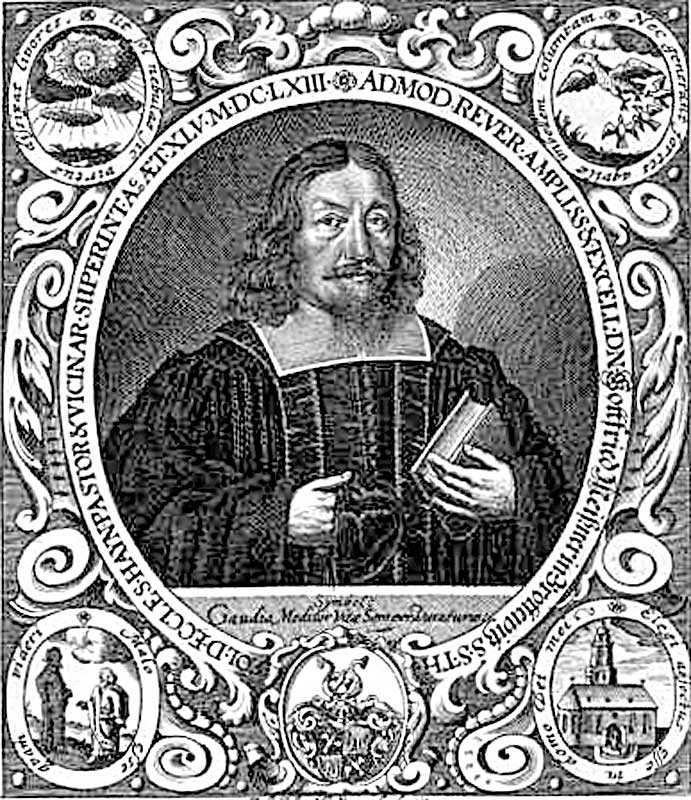
Gottfried Meisner

Gottfried Meisner (auch: Meißner; * 13. November 1618 in Wittenberg; † 3. August 1690 in Großenhain) war ein deutscher evangelischer Theologe.

## Leben
Geboren als Sohn des Balthasar Meisner und dessen Frau Magdalena (geb. Person), erlebte er bereits in frühster Jugend fatale Ereignisse. Im Alter von fünf Jahren fiel er aus dem Fenster, mit sieben Jahren stürzte er von der Wittenberger Brücke in die Elbe, verlor mit acht Jahren seinen Vater und im Alter von neun Jahren brachen Steine aus dem Gewölbe der Badestube auf ihn ein. Durch widrige Umstände geprägt, bekam er einen Sinn für die bevorstehenden Lebensaufgaben. Seine Eltern hatten Meisner früh für eine akademische Laufbahn vorgesehen; am 23. Januar 1621 wurde er an der Universität Wittenberg immatrikuliert.
Durch die Privatlehrer Jakob Weller und Johann Sperling erlangte er seine erste Bildung. An der Wittenberger Akademie begann er 1633 ein Studium der Philosophie, welches er am 5. April 1636 mit der Erlangung des akademischen Grades eines Magisters absolvierte. Ursprünglich wollte Meisner an der juristischen Fakultät seine Studien fortsetzen, wechselte jedoch ein Jahr später an die theologische Fakultät. Seine erworbenen Fähigkeiten in der hebräischen Sprache brachten ihm am 18. August 1639 die Hochschulerlaubnis für Vorlesungen als Magister legens ein. Nachdem er erfolgreich Vorlesungen gehalten hatte, wurde er am 18. Oktober 1641 als Adjunkt an die philosophische Fakultät aufgenommen.
Die Ereignisse des Dreißigjährigen Krieges bewogen ihn, seine akademischen Ambitionen zurückzustellen und sich ganz den praktischen Obliegenheiten eines Theologen zu widmen. So nahm er einen Ruf als Superintendent in Jessen an, wofür er am 18. Mai 1642 in Wittenberg ordiniert wurde. Unter Jakob Martini avancierte er am 20. April 1643 in Wittenberg zum Lizentiat der Theologie und promovierte am 21. November 1643 zum Doktor der Theologie. Die Kriegszeiten bargen für die Menschen der damaligen Zeit große Gefahren. So hatten ihn 1643 bei einer Elbüberquerung Räuber überfallen, die ihm nach dem Leben trachteten.
Da in Jessen für ihn die Lage immer bedrohlicher wurde, ging er 1644 als Superintendent nach Großenhain, wo er 46 Jahre – bis zu seinem Tod – blieb, und andere lukrative Angebote ausschlug.
Meisner wird nachgesagt, dass er sich um die Armenversorgung verdient gemacht habe. Auch als Dichter geistlicher Lieder ist er in Erscheinung getreten. Diese fanden verhältnismäßig große Verbreitung. Da er ein ansehnliches ererbtes Vermögen erwarb, kaufte Meisner die Rittergüter Uebigau und Brottewitz. Sein Leichnam wurde nach Uebigau überführt und dort beigesetzt.

## Familie
Meisner war drei Mal verheiratet. Seine erste Ehe ging er am 28. Juni 1642 in Wittenberg mit Anna Maria, († 27. April 1657) Tochter des Oschatzer Superintendenten Johann Jentzsch (* 2. Januar 1585 in Mügeln; † 17. Januar 1662 in Oschatz) und dessen Frau Magdalena (geb. Steudler), ein. Nach dem Tod der ersten Frau schloss er am 24. August 1658 seine zweite Ehe mit Anna Barbara († 24. Mai 1680) der Tochter des Stadtschreibers und kurfürstlichen Steuereinnehmers in Oschatz Caspar Schober. Nach deren Tod ehelichte er in dritter Ehe am 8. November 1680 Anna Catharina, die Tochter des Pfarrers Andreas Reinhardt in Senftenberg. Bekannt ist von den Kindern:
- Anna Sophia (* 26. April 1661 in Großenhain; † 5. März 1675 ebenda)
- Anna Magdalena Meisner verh. Gerlach
- Anna Maria Meisner
- Johann Ludwig Meisner auf Bottewitz
- Johann Gottfried 22. September 1649 immat. Uni Wittenberg als Minderjähriger; Mag. phil 16. Oktober 1665
- eine unbekannte Tochter hatte den Lehrer Johann Erdmann Camenz, den Sohn des Propstes von Schlieben Erdmann Gottfried Camenz geheiratet.

## Werkauswahl

### Schriften
- De gubernatione Ecclesiae. Hayna 1677.
- Ater Exemplarismus Prosscriptus In Synodo d. 9. Apr. 72. Kramer, Hatnae 1678. (Digitalisat)
- Flumen Crystallinum, ex Apocal. cap. XXII. comm. I. Dissertatione Theologica descriptum. Schrödter, Wittenberg 1679. (Digitalisat)

' Der Außerwehlten Hin- und Reise-Fahrt : Den 15. Maii 1683. In der Kirche zu Zeiten/ Bey Beerdigung Der ... Herren/ Herrn Heinrich Gottlobs und Herrn Hanß Heinrichs/ Gebrüdere von Schleinitz/ Auff Gröhdel und Sckassa ... Des ... Hn. Christoff Heinrich von Schleinitz ... Herren Söhne/ Betrachtet. Bergen, Dresden 1684. (Digitalisat)
- Discursum synodalem super consilio. Moguntio, de unione Papistico Luterana.[5]
- Biblisch-geographische Anmerkung über Salomonis hohes Lied Sampt dessen geistliche Deutung. Liebezeit, Hamburg/Stockholm 1687. (Digitalisat)
- Saalische Gedächtniss- und Geschlechts-Predigt zum schuldigen Andencken Des zu Venedig den 11 Martii st. v. Anno 1685 im Herrn Selig-Verstorbenen ... Herrn Augusti Abrahams von der Saala ... Churfürstl. Durchl. zu Sachsen Hochbestalten Kämmerers und Leipziger Kreyss-Hauptmanns, In der Kirchen zu Schönfeld ... Anno 1688 ... 29 Aprilis Alten Kalenders ...gehalten Und auf begehren zum Druckt befördert. Günther, Meißen 1688. (Digitalisat)
- Petrinischen Glaubens-Satz.[6]
- Die niedrige, aber nachmals erhöhete Esther. Liebezeit, Hamburg/Stockholm 1687. (Digitalisat)
- Die Heldin Judith. Mit Biblisch-Historischem Schmuck angethan, und auffgeführet. Liebezeit, Hamburg/Stockholm 1687. (Digitalisat)
- Friedens-Freude. Großenhain 1679.[7]

### Lieder
- Auf, auf ihr Gotteskinder
- Gott, mein Helfer, ich lieg hier zu deinen Füßen
- Sey getreu, o Christenseele